# Митна територія України
Ми́тна терито́рія Украї́ни — територія України, зайнята сушею, територіальне море, внутрішні води і повітряний простір, а також території вільних митних зон, штучні острови, установки і споруди, створені у виключній (морській) економічній зоні України, на які поширюється виключна юрисдикція України.
Межі митної території України є митним кордоном України.
Поняття митна територія відіграє ключове значення для здійснення митного регулювання в Україні:
- митна територія є територією, на якій застосовується митне законодавство держави, як це передбачено Розділом II Міжнародної конвенції про спрощення та гармонізацію митних процедур [Архівовано 12 березня 2017 у Wayback Machine.];

- ввезення товарів на митну територію, або вивезення з неї, та відповідно переміщення їх через митний кордон, є підставою здійснення митного оформлення та митного контролю;

- розпорядження іноземними товарами на митній території визначається згідно з правилами митного режиму в який вони заявлені;

- товари повністю отримані або вироблені на митній території України мають статус українських товарів або товарів походженням з України для цілей митного регулювання;

- товари ввезені на територію  вважаються такими, що перебувають поза межами митної території з точки зору сплати мита та інших митних платежів, застосування інших заходів митного регулювання ("для цілей застосування положень розділів V і IX території вільних митних зон вважаються такими, що знаходяться поза межами митної території України" (ч. 2 ст. 9 Митного кодексу України[1]).

Відсутність юридичної фікції, як-от у ч. 2 ст. 9 Митного кодексу України, дозволяє іншим країнам пов'язувати митну територію із географічною територією, - див. Протокол про створення Східноафриканського митного союзу.
Відповідно до ч. 3 ст. 7 Митного кодексу України, митна територія визначається цим Кодексом та іншими законами України.
Згідно зі Стандартним правилом 3 Розділу І Спеціального Додатку А "Надходження товарів на митну територію" Додатку III до Протоколу про внесення змін до Міжнародної конвенції про спрощення та гармонізацію митних процедур "національне законодавство  встановлює  місця ввозу товарів на митну територію. Митна служба встановлює маршрути доставки товарів безпосередньо в митний орган або в інше місце,  встановлене митною службою, тільки у тих випадках, коли вона вважає це необхідним для цілей   контролю.   При   визначенні   таких  місць  та  маршрутів враховуються зокрема специфічні потреби торгівлі. Це Стандартне правило не застосовується стосовно товарів, які перевозяться  морськими  або  повітряними  судами,  що перетинають митну територію без зупинки в порту або аеропорті, розташованих на цій митній території". 
Установлення факту переробки товару на або поза межами митної території дозволяє ідентифікувати два із передбачених ст. 70 Митного кодексу України митні режими: "переробка на митній території", "переробка за межами митної території".